# Antarctica (film)
Antarctica (南極物語?, Nankyoku monogatari, lett. "Storia del Polo Sud") è un film del 1983 diretto da Koreyoshi Kurahara.
Il soggetto è basato su una storia realmente accaduta.
Ai piedi della Torre di Tokyo, vi sono le statue dei 15 cani da slitta più famosi del Giappone dopo Hachikō: sono i cani che nel 1956 accompagnarono un team di 11 scienziati giapponesi in una base di ricerca (Stazione Shōwa) situata al Polo Sud.

## Trama
Nel febbraio del 1958 fu inviata una nave rompighiaccio, con a bordo una seconda spedizione, che doveva dare il cambio agli uomini che erano rimasti tra i ghiacci per più di un anno. A causa delle avverse condizioni climatiche, però, la nave non riuscì ad arrivare nelle vicinanze del campo e si decise di farla tornare indietro.
A quel punto anche gli uomini della prima spedizione furono costretti a lasciare la base e fu mandato a prelevarli un aereo. Non fu possibile, però, imbarcare anche i cani, che vennero lasciati alla base con la convinzione che presto sarebbe stato possibile mandare altri uomini a prendersi cura di loro.
Ma questo non avvenne, ed i cani vennero abbandonati al loro destino, legati ad una catena, con scorte di cibo sufficienti per una sola settimana.
Quasi un anno dopo, il 14 gennaio 1959, uno degli scienziati della prima spedizione tornò al Polo Sud con una terza spedizione, con l'intenzione di seppellire i suoi amati cani. Ma, con sua grande sorpresa, venne accolto alla base proprio da due di loro: Taro e Jiro, due fratelli.
Ancora non si è riuscito a capire come i due cani siano potuti sopravvivere al rigido inverno dell'Antartide, tanto più che il cibo rimasto al campo è stato ritrovato intatto. Forse sono sopravvissuti cacciando pinguini e foche.
Questa storia, è stata raccontata nel film del 1983, che in Giappone si intitolava Nankyoku Monogatari (La storia del Polo Sud), in Italia e nei paesi anglosassoni il titolo è stato cambiato in Antarctica.
Dopo questa avventura, Jiro è morto durante la quinta spedizione in Antartide nel Luglio del 1960. Il suo corpo è stato riportato in Giappone e imbalsamato ed ora giace insieme a quello del fedele Hachikō, nel Museo Nazionale di Scienze a Ueno, Tokyo. Taro, invece, è potuto tornare in Hokkaido, dove ha trascorso i suoi ultimi anni fino alla morte, all'età di 15 anni, nel 1970. Il suo corpo imbalsamato si trova all'Hokkaido University.

## Accoglienza e colonna sonora
Il film è relativamente poco noto in Italia ma ha avuto un enorme successo in Giappone, dove ha mantenuto il record di incassi per un film giapponese per 14 anni, prima di essere spodestato da Princess Mononoke, di Hayao Miyazaki. La colonna sonora composta da Vangelis è famosissima: viene spesso utilizzata nei documentari naturalistici.